# Puerta Nueva (Sevilla)

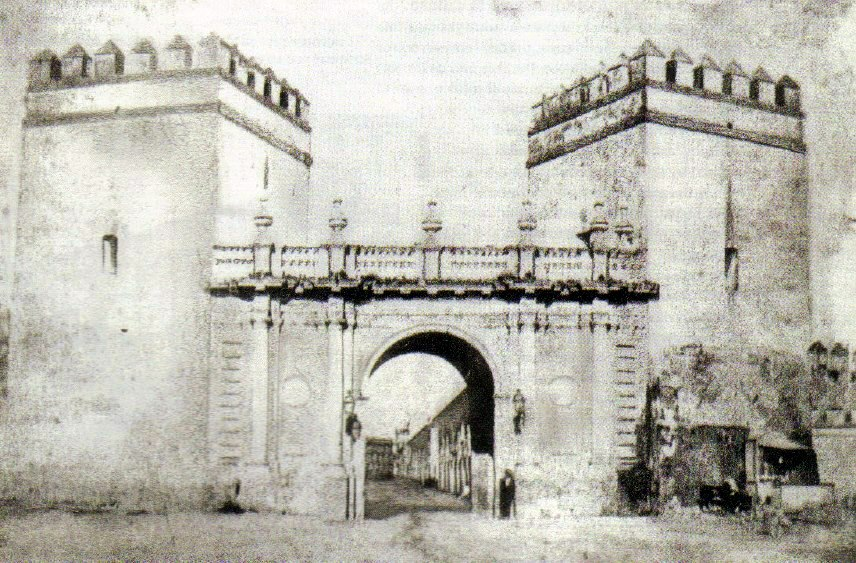
Fotografía de la Puerta Nueva o de San Fernando hacia 1864.

La puerta Nueva, también denominada puerta de San Fernando era una de las puertas con que contaba la muralla de la ciudad de Sevilla. Fue demolida en 1868.

## Historia
Fue una de las últimas puertas que se abrieron en la ciudad de Sevilla. Se levantó alrededor del año 1760, para dar servicio a la ciudad y a la Real Fábrica de Tabacos a través de la que en entonces se denominó calle Real de San Carlos y que actualmente el la calle de San Fernando.

## Ubicación
La Puerta de San Fernando estaba situada al final de la calle del mismo nombre comunicando la ciudad con el Prado de San Sebastián. Exactamente, una de las torres ocupaba el terreno contiguo al actual restaurante Oriza y la torre frontera estaba hacia la medianía de la calle, en línea con el final de la actual Capilla de la Universidad.